# Holorusia clavipes
Holorusia clavipes är en tvåvingeart som först beskrevs av Edwards 1921.  Holorusia clavipes ingår i släktet Holorusia och familjen storharkrankar. Inga underarter finns listade i Catalogue of Life.